# Гилеспи (Илиноис)
Гилеспи (енгл. Gillespie) град је у америчкој савезној држави Илиноис. По попису становништва из 2010. у њему је живело 3.319 становника.

## Демографија
Према попису становништва из 2010. у граду је живело 3.319 становника, што је 93 (2,7%) становника мање него 2000. године.
| Група             | 2000.         | 2010.         |
| Белци             | 3.345 (98,0%) | 3.212 (96,8%) |
| Афроамериканци    | 11 (0,3%)     | 5 (0,2%)      |
| Азијати           | 4 (0,1%)      | 6 (0,2%)      |
| Хиспаноамериканци | 25 (0,7%)     | 44 (1,3%)     |
| Укупно            | 3.412         | 3.319         |